# Hananel
Hananel (también conocido como Ananel, y Ananelus) fue un sumo sacerdote judío en el siglo I a. C. Fue nombrado por Herodes I el Grande para ocupar el cargo de sumo sacerdote, vacante por la muerte ignominiosa de Antígono Matatías (37 a. C.).  Hananel era egipcio según la Mishná (Parah 3:5), y babilonio según Flavio Josefo (Antigüedades xv. 2, § 4). Aunque descendiente de sacerdotes, no era de la familia de los sumos sacerdotes.
Pero la ocupación de Hananel fue de corta duración. La prudencia obligó Herodes a desplazarle, y a ocupar su sitio con el asmoneo Aristóbulo (35 a. C.). El joven asmoneo, sin embargo, era demasiado popular con el partido patriótico; aunque era hermano de Mariamna, la bien amada esposa de Herodes, fue ahogado a traición a instigación de Herodes (35 a. C.), y Hananel fue restaurado a su alto cargo. Los historiadores no han determinado por cuánto tiempo, pero no pueden haber sido muchos años, ya que después de la ejecución de Mariamna (29 a. C.) Herodes se volvió a casar, y nombró a su segundo suegro, Simón ben Boethus, al alto sacerdocio, quitando a Joshua ben Fabi.